# Valašské Klobouky
Valašské Klobouky (valašsky Klobúky, německy Wallachisch Klobouk) jsou město v okrese Zlín ve Zlínském kraji, 27 km jihovýchodně od Zlína na říčce Brumovka (místně zvaná též Klobučka). Žije zde přibližně 4 900 obyvatel.

## Poloha
Město leží v údolí říčky Klobučky na pomezí Bílých Karpat a Vizovických vrchů v severním cípu Chráněné krajinné oblasti Bílé Karpaty, která byla v roce 1996 zařazena na seznam biosférických rezervací UNESCO. V okolí města se nachází několik velmi cenných území s výskytem bělokarpatských orchidejí, například Dobšená, Bílé Potoky, Javorůvky nebo Ploščiny.

## Název
Místní jméno může být původem množné číslo osobního jména Klobúk označující (v nedoložené podobě Klobúci) rodinu osadníka toho jména. Nebo mohlo na osadu být přeneseno pojmenování okolních kopců, které svým vzhledem připomínaly klobouky. Místní jména s tímto základem se vyskytují v celé slovanské oblasti kromě Běloruska, Bulharska a Makedonie. Přívlastek Valašské je připojován od roku 1885.

### Skloňování názvu města
Název města je na Valašsku skloňován v ženském rodě, tedy „ve Valašských Kloboukách“ místo „ve Valašských Kloboucích“ či „do Valašských Klobouk“ místo „do Valašských Klobouků“. Rovněž se lze setkat s povalaššťováním názvu města, kdy se dvojhláska „ou“ nahrazuje východomoravským „ú“ (které je ostatně původní) a přívlastek „Valašské“ se při užití tohoto tvaru často vypouští (např. „do Klobúk“).

## Historie
Podle pověsti získalo město svůj název od klobouku, který brumovská vrchnost při výjezdech na hon použila k označení své oblíbené studánky, která se nacházela na místě dnešní kašny. Když tady byla později založena osada, nazvali ji Klobouky.
Ve 14. a 15. století získaly Valašské Klobouky řadu privilegií. Roku 1356, se Valašské Klobouky staly městečkem s právem Hradiště, což jim přineslo právo trhu i právo hrdelní. Od 16. století jsou Klobouky označovány jako město.
Ve 17. a 18. století zažilo město nájezdy Turků, Tatarů z Krymského chanátu a protihabsburských uherských povstalců.
Při velkém požáru v roce 1896 lehla popelem více než polovina města. Tento požár je považován za největší na Moravě během 19. století. Požár zničil většinu původních dřevěných domů a nová výstavba probíhala již ve zděné podobě. O to cennější jsou tři dochované dřevěnice, které požár přečkaly a dodnes stojí v těsné blízkosti náměstí, u silnice směrem k Brumovu-Bylnici. V jedné z nich má své sídlo ekologické sdružení Kosenka.
Na přelomu dubna a května 1907 tam měl před volbami do Říšské rady přednášku „O živnostenské otázce“ profesor T. G. Masaryk.

Osvobození města rumunskou armádou dne 2. května 1945
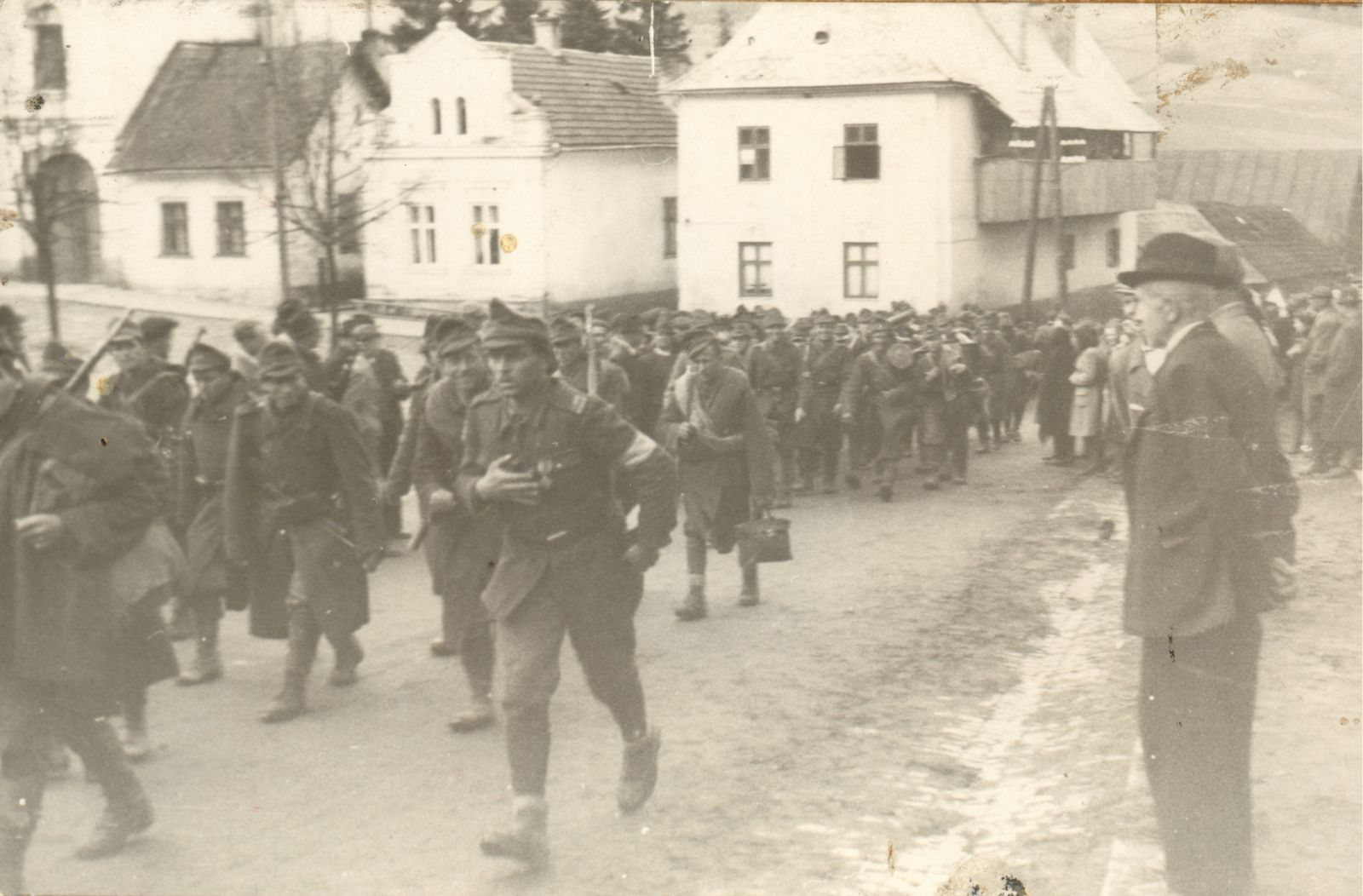
Osvobození města Valašské Klobouky rumunskými vojáky
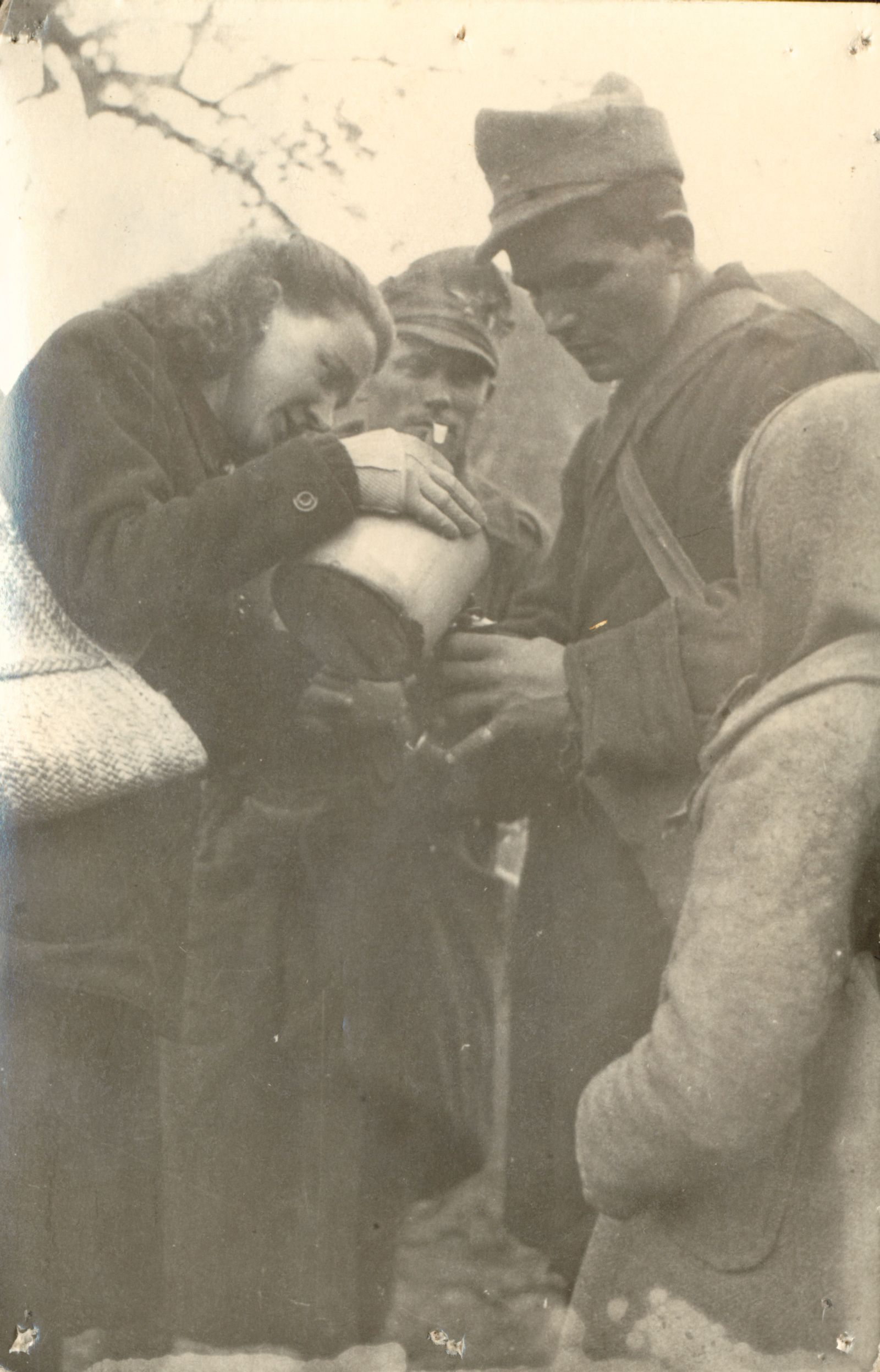
Jiřina Rychlovská, podává občerstvení rumunským vojákům.
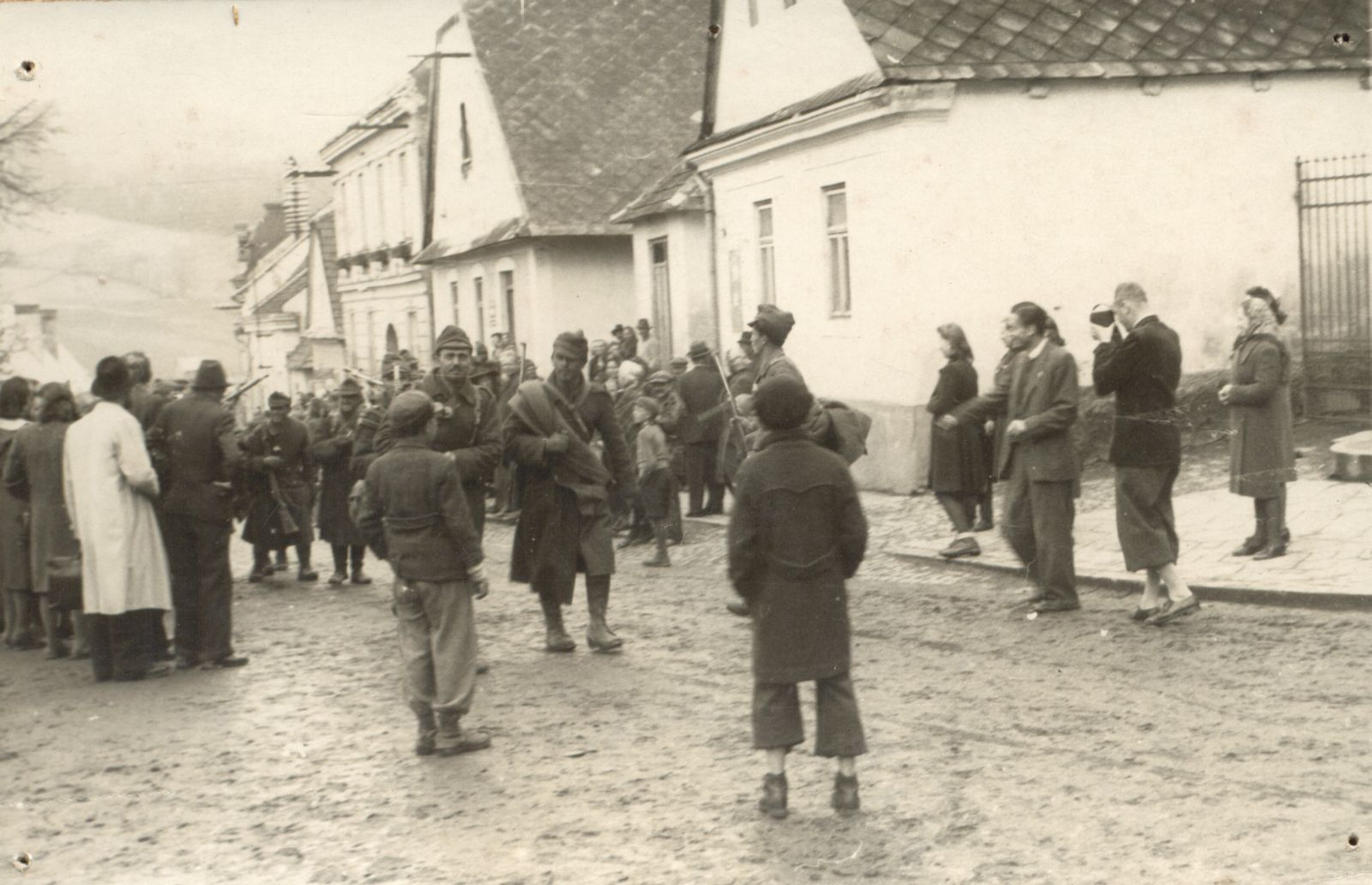
Děti vítají Rumunské vojáky ve Valašských Kloboukách
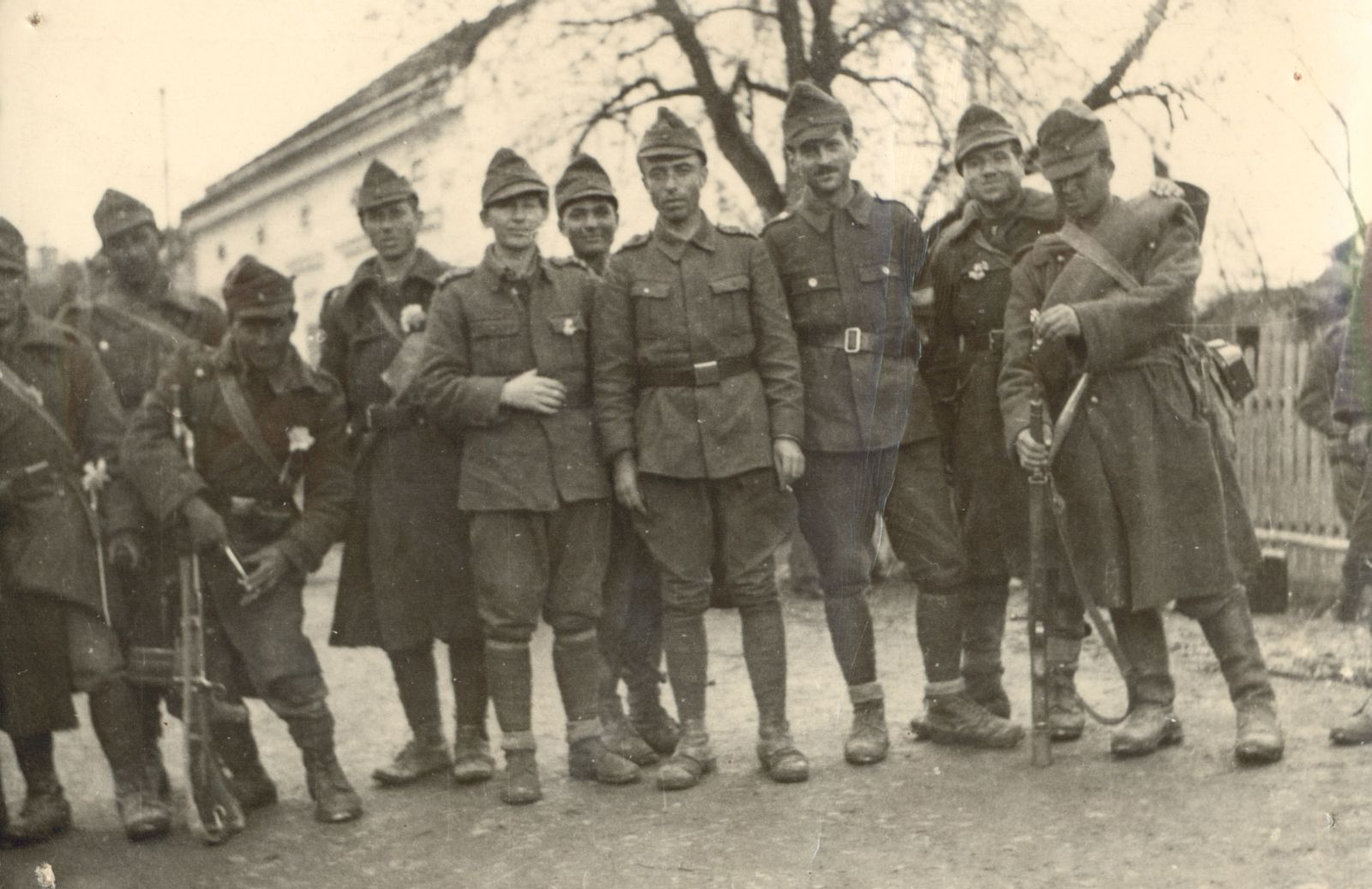
Rumunští vojáci při osvobození města

Po roce 1960, kdy došlo k transformaci krajů, bylo ke Kloboukám připojeno postupně sedm obcí. V roce 1990, ale začal opačný proces dezintegrace obcí. Postupně se čtyři obce osamostatnily.

## Pamětihodnosti
K nejvýznamnějším památkám patří farní kostel Povýšení svatého Kříže s gotickým jádrem ze 14. století, renesanční věží a barokním interiérem, budova Staré radnice, která je dnes sídlem muzea, mariánský sloup, Červený dům a zajímavostí je také dochovaný renesanční pranýř. Ve městě zahájil svou kariéru známý architekt Hubert Gessner, autor zdejší Bratmannovy vily. V období první republiky obohatil Valašské Klobouky některými stavbami také slavný architekt Bohuslav Fuchs.
Zajímavé expozice Městského muzea představuje zdejší historii a zvyky a také tradice soukenictví, plátenictví a barvířství. Ve městě je každoročně pořádán tradiční Mikulášský jarmek, na který se pravidelně sjíždí tisíce lidí z blízkého i vzdáleného okolí. Valašské Klobouky jsou významným střediskem zimních sportů a výchozím místem turistických hřebenových túr v severní části Bílých Karpat. Pěší turisty i cykloturisty ale přitahují hlavně v létě, kdy odtud vyrážejí po mnoha trasách do Bílých Karpat.

## Osobnosti
- Jan Bartoš (1829–1899), katolický kněz, v letech 1856 až 1864 zdejší kaplan. Roku 1863 nechal vystavět kapli svatých Cyrila a Metoděje mezi Kloboukami a Potečí.
- Bohumír Lindauer (1839–1926), akademický malíř
- František Šerý (1854–1932), továrník a politik, starosta města, zemský poslanec
- Cyril Bařinka (1858–1934), katolický kněz.[8]
- Josef Baránek (1885–1941), katolický kněz a oběť nacismu. Švagr podnikatele a politika Františka Šerého. Kaplan a katecheta v rodných Valašských Kloboukách. Zemřel na infarkt 7. července 1941, den po výslechu na gestapu. Je uveden v seznamu českých katolických kněží a řeholníků perzekvovaných nacistickým režimem.
- Hubert Gessner (1871–1943), architekt
- Jan Matzal (1881–1961), autor románů
- Jan Pechanec (1883–1977), starosta města a senátor za Československou stranu lidovou
- Josef Sousedík (1894–1944), podnikatel v elektrotechnice, oběť nacismu. Jeho otec byl Klobučan a původně se psal Susedík.[9]
- František Baránek (1900–1983), zaměstnanec firmy Baťa. Podnikatel v Indií a redaktor krajanského týdeníku Nový domov v Kanadě.[10]
- Otakar Nesvadba (1901–1947), pedagog a vězeň nacismu. V letech 1920 až 1925 zatímní učitel na obecné škole ve Valašských Kloboukách. Nositel vysokého státního vyznamenání Státu Izrael Spravedlivý mezi národy.
- Eduard Fusek (1901–1996), politik a podnikatel
- Jaroslav Pacák (1902–1984), malíř, teoretik výtvarného umění
- Štěpán Trochta (1905–1974), kardinál a biskup litoměřický. Rodák z nedaleké Francovy Lhoty byl pokřtěn pozdějším valašskoklobouckým děkanem P. Ignácem Kremelem.
- Prokop Švach (1907–1975), římskokatolický kněz, řeholník, biblista, autor a překladatel náboženské literatury
- Libuše Sušilová (1908–1986), etnografka, folkloristka a lidová vypravěčka
- Jaroslav Bařinka (1909–1980), režisér, autor rozhlasových her
- Josef Balejka (1917–2004), válečný hrdina, pilot RAF
- Josef Valčík (1914–1942), válečný hrdina, účastník výsadku Silver A, později se připojil k Operaci Anthropoid a pomáhal s přípravami atentátu na Heydricha.
- František Borák (1910–1975), katolický kněz, v letech 1939–1946 působil jako kaplan v kostele Povýšení svatého Kříže, o Velikonocích 1942 zpovídal Josefa Valčíka z výsadku Silver A.
- Ladislav Mňačko (1919–1994), slovenský spisovatel, dramaturg
- Bedřich Havlíček (1922–1994), historik
- Miloš Šperling (1925–1989), sochař
- Bohumil Peroutka (1926–1969), pedagog, regionální historik a následovník Jana Palacha.
- Milan Švrčina (1927–1981), pedagog, národopisný pracovník, houslista, cimbalista, sběratel a aranžér lidových písní, herec.
- Horymír Sušil (1928–2010), klarinetista a cimbalista, sběratel a aranžér lidových písní, pedagog
- Lojza Baránek (1932–2016), malíř, grafik a keramik, zakladatel výtvarného oboru na LŠU ve Valašských Kloboukách.
- Milan Pacák (* 1934), herec
- Ivo Odehnal (* 1936), spisovatel, básník
- Josef Jeřábek (1940–2023), keramik, sochař a malíř
- Jan Kutáč (1942–2012), katolický kněz. V letech 1995 až 2000 valašskokloboucký farář.
- Milena Fucimanová (* 1944), spisovatelka, básnířka, překladatelka
- Zdeněk Matyáš (1945–2001), malíř
- Miroslav Janík (* 1948), ekolog a výtvarník. Dne 5. června 2008 převzal Cenu Josefa Vavrouška za rok 2007 (druhý oceněný in memoriam Ivan Dejmal).
- Jan Graubner (* 1948), katolický kněz, 14. arcibiskup olomoucký a 37. arcibiskup pražský, 25. primas český. V letech 1981 až 1982 administrátor valašskokloboucké farnosti.
- Adam Rucki (1951–2020), katolický kněz a politický vězeň. V letech 1985 až 1989 valašskokloboucký farní vikář.
- Jiří Kohoutek (1952–2007), archeolog
- Zdeněk Matyáš (* 1952), umělecký řezbář, sochař a pedagog
- Pavel Ambros (* 1955), katolický kněz a člen řádu Tovaryšstva Ježíšova. V letech 1982 až 1984 kaplan valašskokloboucké farnosti.
- Antonín Štefek (* 1963), katolický kněz, v letech 1989 až 1990 valašskokloboucký farní vikář.
- Zbyněk Fojtů (* 1963), sochař, medailér. Na Valašské Klobouky má velice pěkné vzpomínky z dětství a mládí.
- Dismas Michael Tomaštík (* 1966), katolický kněz a provinciál česko-moravské provincie řádu Menších bratří kapucínů. Dětství a mládí prožil ve Valašských Kloboukách.
- Petr Ilík (* 1968), vědec-biofyzik a profesor Přírodovědecké fakulty Univerzity Palackého v Olomouci. Dětství a mládí prožil ve Valašských Kloboukách.
- Eduard Tomaštík (* 1975), dirigent, sbormistr, tenorista, cimbalista a pedagog
- Jaroslav Kovařík, žokej[11]
- Pavel Šupol (* 1977), katolický kněz. Dětství a mládí prožil ve Valašských Kloboukách. V letech 2014 až 2019 vicerektor Arcibiskupského kněžského semináře v Olomouci.
- Tereza Vlčková (* 1983), fotografka a pedagožka. Dětství a mládí prožila ve Valašských Kloboukách.
- Ivana Kovalčíková (* 1983), houslistka, koncertní mistr. Členka Filharmonie Bohuslava Martinů. S Ivanou Frajtovou působí na hudební scéně jako Due In Eterno. Vyučuje na Konzervatoři Pavla Josefa Vejvanovského v Kroměříži.

## Části města
- Valašské Klobouky
- Lipina
- Mirošov
- Smolina

Od 15. července 1976 do 31. prosince 1991 k městu patřil i Křekov, od 1. ledna 1980 do 31. prosince 1991 Vlachova Lhota a od 1. ledna 1980 do 31. prosince 1992 také Tichov.

## Partnerské obce
- Zelów, Polsko

## Fotogalerie

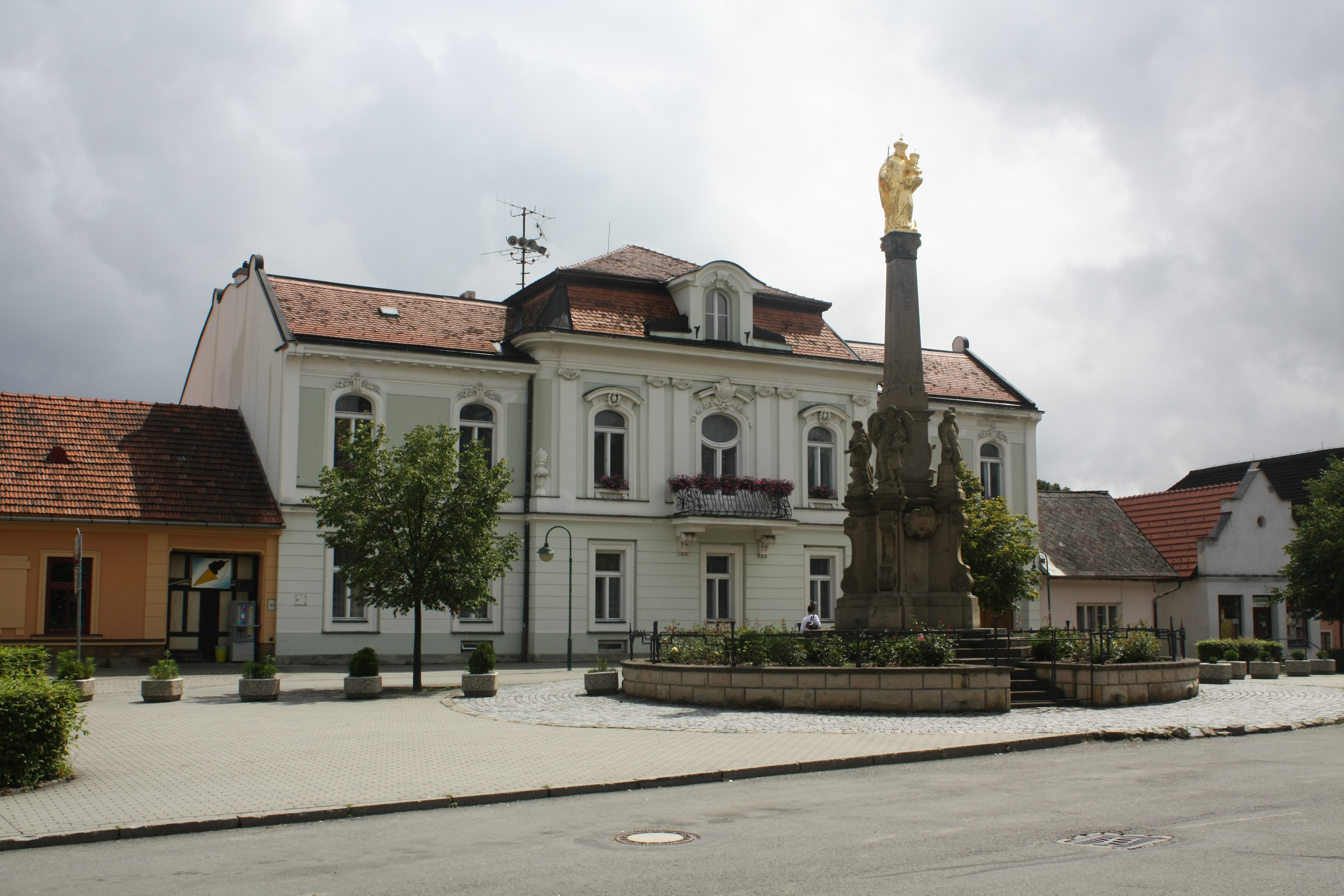
Náměstí
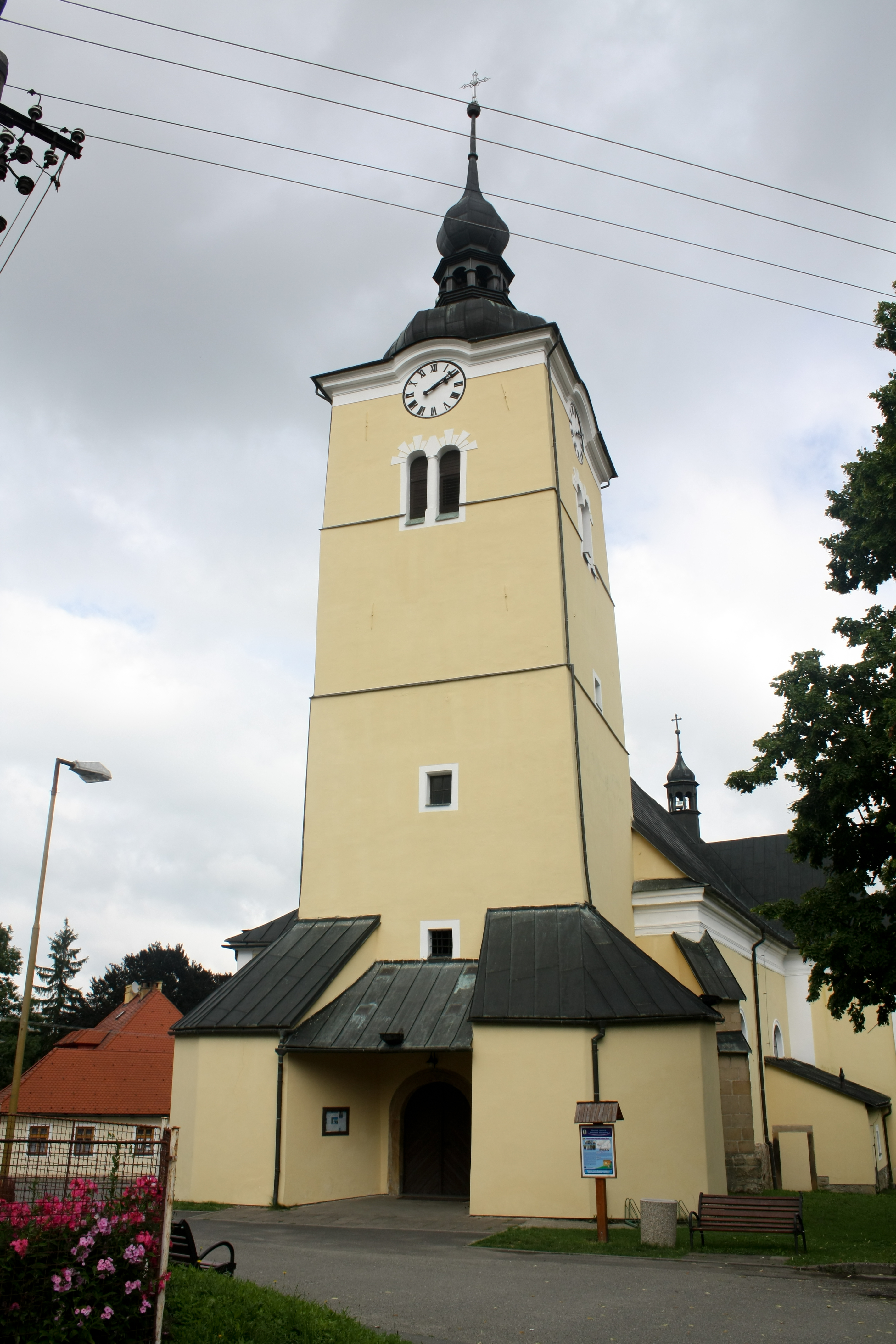
Kostel Povýšení svatého Kříže
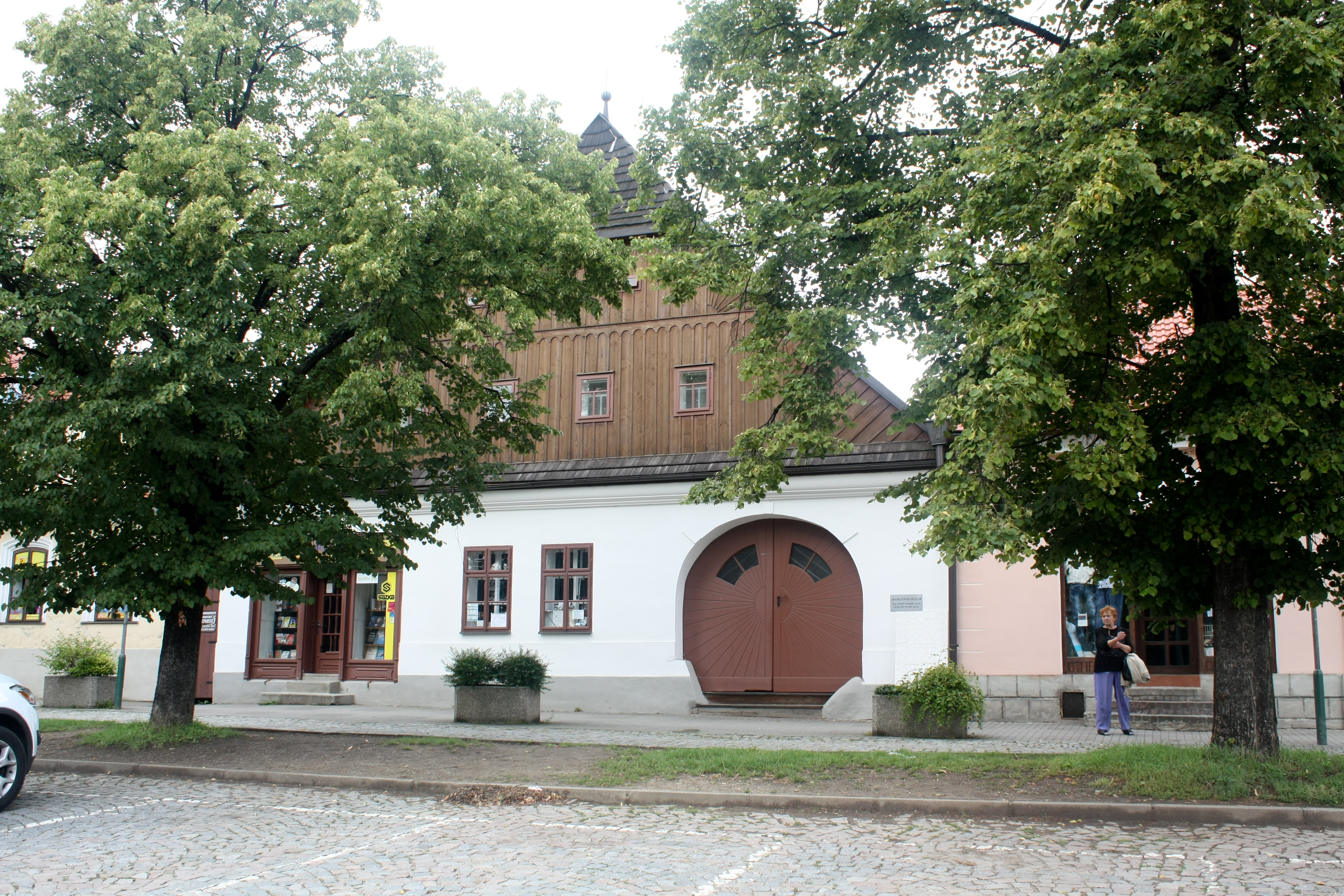
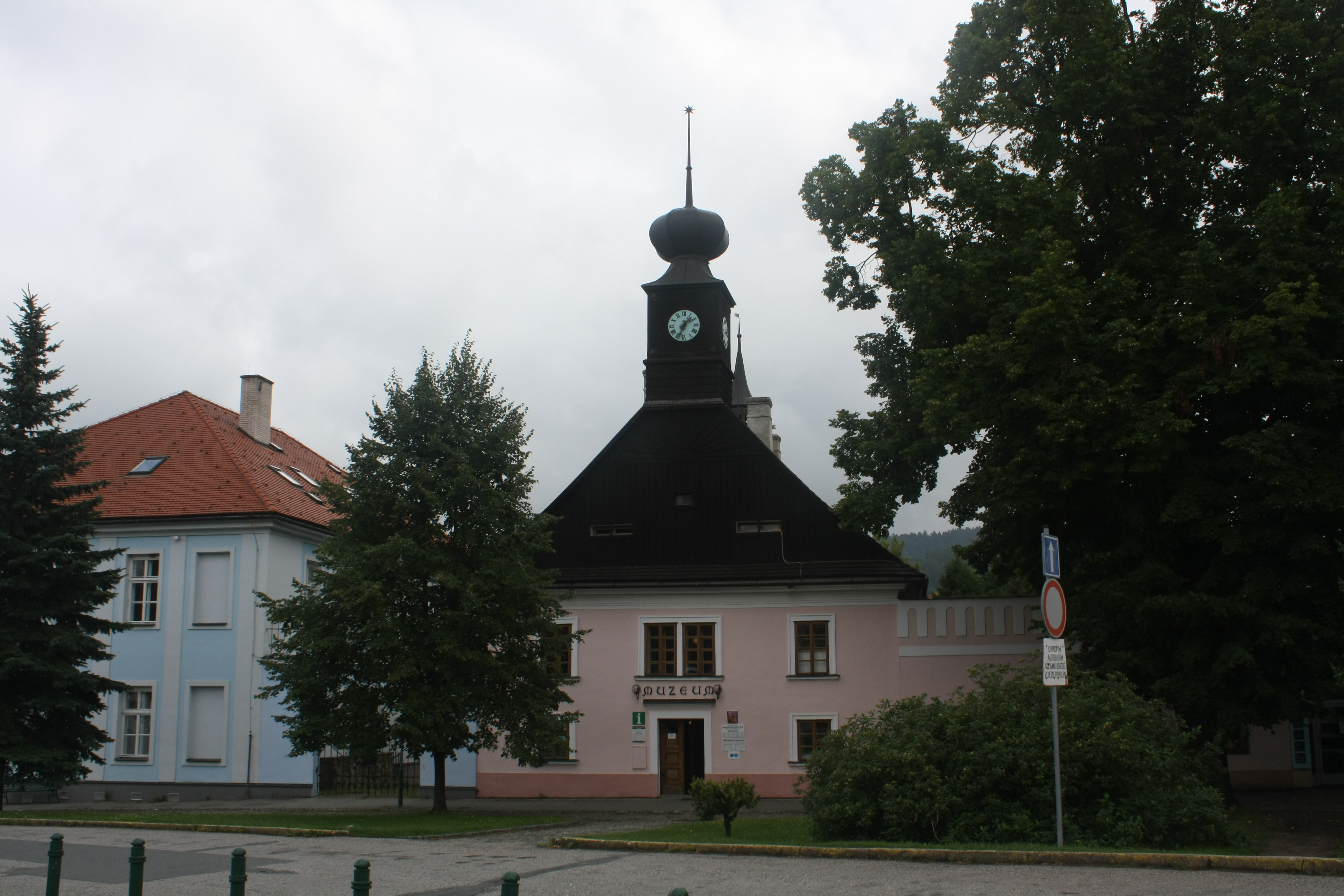
Stará radnice, dnes muzeum
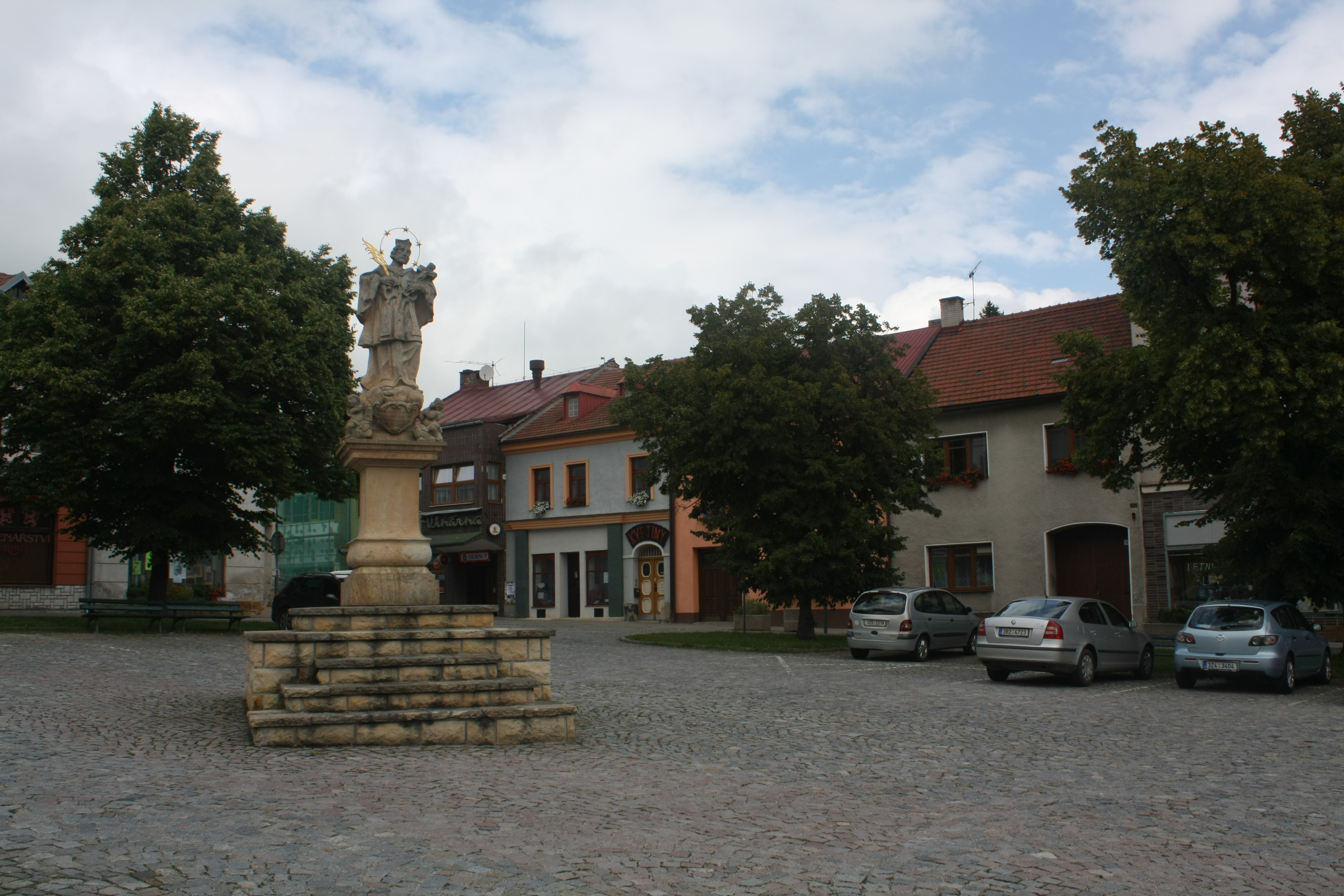
Náměstí se sochou sv. Jana Nepomuckého
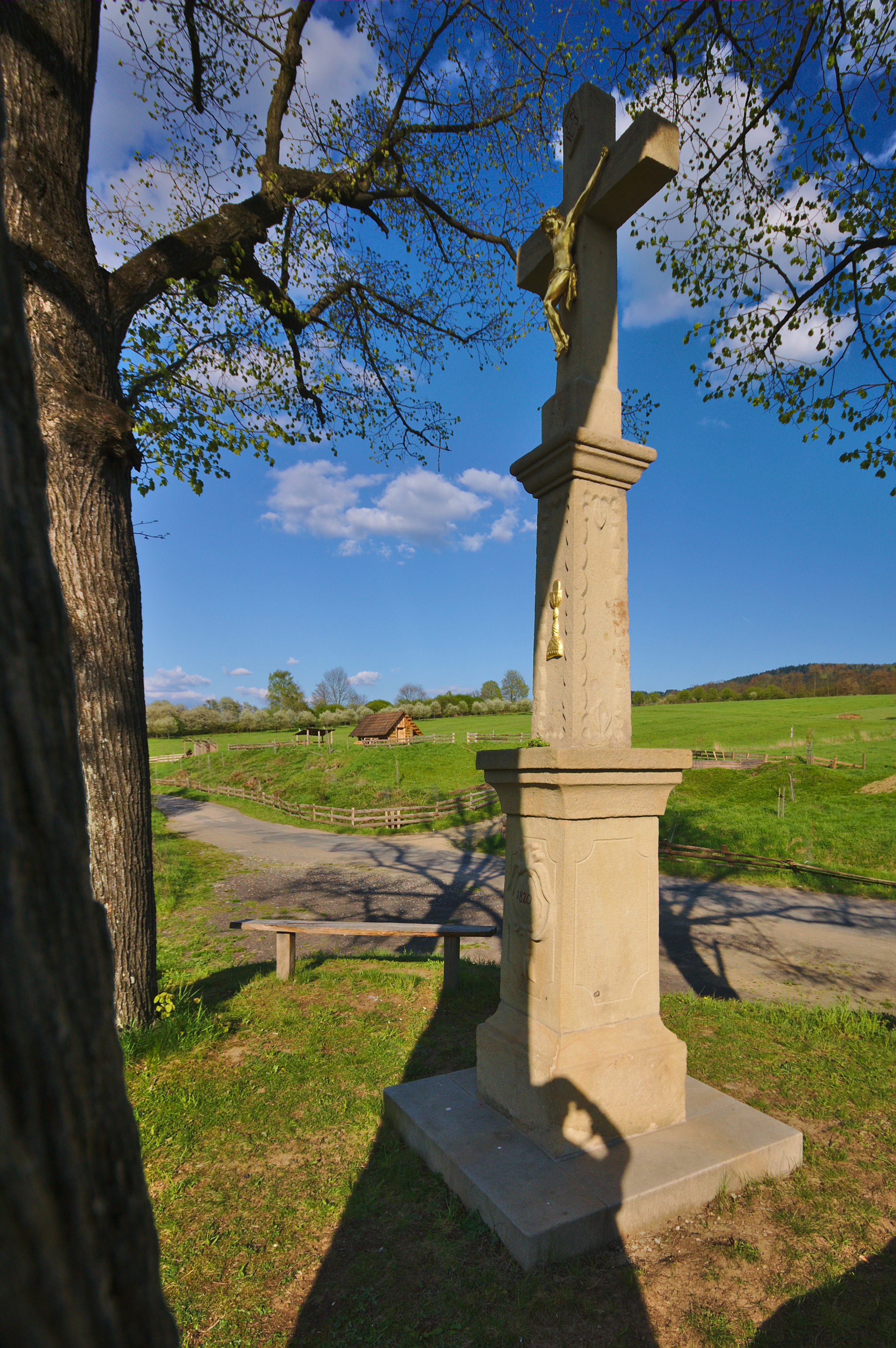
Kříž u skanzenu
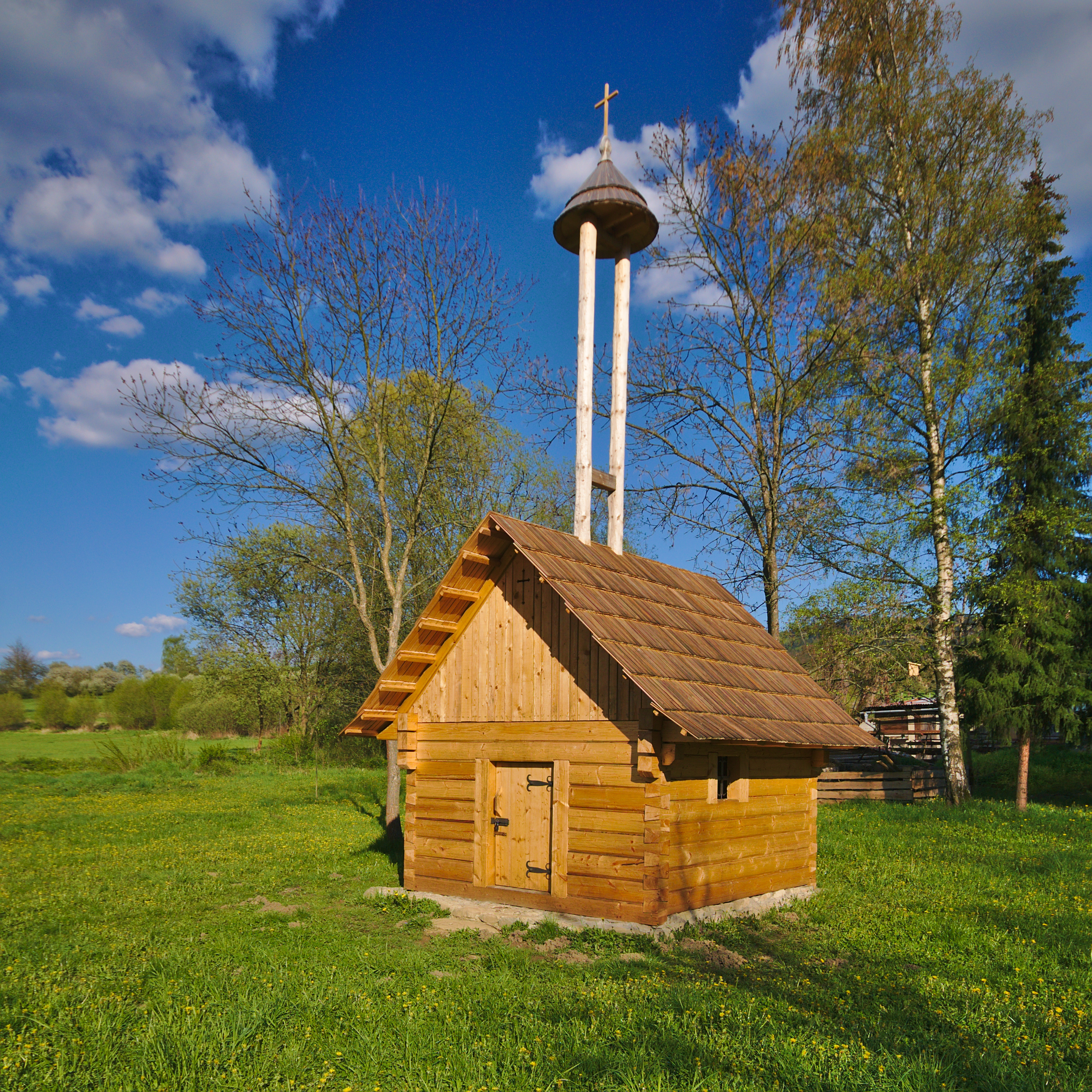
Kaple svatého Prokopa v nově budovaném skanzenu